# May in the Summer
May in the Summer és una pel·lícula jordano-estatunidenca-qatari concebuda i dirigida per Cherien Dabis i estrenada l'any 2013 en festival i el 2014 en pantalles. Estrenada a Espanya amb el títol El verano de May. Es va presentar al Festival de Sundance 2013 en la Secció oficial de llargmetratges.

## Argument
May és una jove jordana d'origen palestí instal·lada als Estats Units, autora d'un best-seller sobre proverbis àrabs i cristiana no practicant. Torna al seu país natal pel seu proper matrimoni amb el seu promès musulmà Ziad, igualment jordano-palestí instal·lat als Estats Units, amb qui es casarà en un mes.
Troba la seva mare Nadine, cristiana fervent compromesa en una església evangèlica i oposada al seu matrimoni, i les seves dues germanes fantasioses, Dalia i Yasmine. En una sortida a una discoteca, coneix Karim, un jove organitzador de viatges d'aventures. Es reconcilia amb Edward, el seu pare americà divorciat des de fa vuit anys, i coneix Anu, la seva nova dona índia, de la mateixa edat que ella.
A mesura que el mes avança, May descobreix diversos secrets de família i s'interroga sobre els fonaments del seu compromís amb Ziad. Que passarà quan arribi?

## Repartiment
- Cherien Dabis: May
- Alia Shawkat: Dalia
- Nadine Malouf: Yasmine
- Hiam Abbass: Nadine
- Bill Pullman: Edward Brennan
- Ritu Singh Pande: Anu Brennan
- Alexander Siddig: Ziad
- James Garson Chick: Un home a la festa
- Alaadin Khasawneh: L'oficial d'immigració
- Elie Mitri: Karim
- Nasri Sayegh: Tamer
- Laith Soudani: Un home a la festa

## Crítica
- "Amb el seu funcional i alguna cosa monòtona posada en escena (...) guanya enters a mesura que s'embulla la madeixa familiar (...) Puntuació: ★★★ (sobre 5)"[2]
- *"Tot i que té moltes coses que gaudir - en particular la commovedora interpretació de Hiam Abbass - té també molts clixés i elements que resulten forçats."[3]
- "És entretinguda de veure i té moments de brillantor, però fins i tot amb tots els seus refrescants personatges femenins, 'May in the Summer' no deixa una impressió duradora. (...) Puntuació: ★★½ (sobre 4)"[4]